# Émile Dind
Émile Dind, né le 29 mars 1855 à Saint-Cierges et mort le 11 septembre 1932 à Lausanne, est un médecin, un enseignant et une personnalité politique vaudois.

## Biographie
Émile Dind fait ses études de médecine à Berne et y obtient son doctorat en 1879. Après des stages en Allemagne, il s'établit à Cossonay et y exerce comme médecin entre 1880 et 1885. 
En 1885, Émile Dind prend la tête du Service sanitaire cantonal jusqu'en 1892. En 1890, il commence une carrière académique qui le mène au rectorat de l'Université de Lausanne en 1904-1906. Professeur extraordinaire de médecine légale à la Faculté de droit, section de médecine (1888-1890), il est nommé professeur de dermatologie, vénéréologie et maladies vénériennes dès la création de la Faculté de Médecine (1891-1925). Il dirige le service de dermato-vénéréologie de l'Hôpital cantonal et la clinique dermatologique de 1890 à 1925. Retraité en 1925, il crée en 1932 un fonds portant Édouard Dind, en souvenir de son fils décédé, de 50 000 francs en faveur de la recherche scientifique dans le domaine de la dermato-vénéréologie.
Émile Dind a aussi été conseiller communal radical de Lausanne de 1897 à 1905 et député au Grand Conseil de 1901 à 1921 qu'il préside en 1911. Il est ensuite élu au Conseil des États où il siège de 1917 à 1931 en remplacement d'Adrien Thélin. Son siège dans ce Conseil est ensuite occupé par Louis Chamorel dès 1931. 

## Publications
De la responsabilité et des erreurs professionnelles en médecine. Genton et Viret. Lausanne. 1887.
La blennorrhagie et ses complications. F. Rouge. Lausanne. 1902.
L'assistance publique dans le canton de Vaud. Payot et Cie. Lausanne. 1916.

## Sources
- « Émile Dind », sur la base de données des personnalités vaudoises sur la plateforme « Patrinum » de la Bibliothèque cantonale et universitaire de Lausanne.
- « Émile Dind » dans le Dictionnaire historique de la Suisse en ligne.
- Dossier ATS/ACV
- Olivier Robert, Francesco Panese, Dictionnaire des professeurs de l'Université de Lausanne dès 1890, Lausanne, 2000, p. 335-336
- photo H. Gross, Patrie suisse, 1904, no 292, p.277-278
- E.R Professeur Dr. Emile Dind : (1855-1932) : in memoriam. In : Helvetia. - Bern. - 1933, Jg. 52, p. 4-8